# Flemming Parmo
Flemming Parmo (18. januar 1943 – 7. juli 2011) var en dansk tekstforfatter og reklamemand, som blandt andet var manden bag den første danske tv-reklame. 

## Karriere
Flemming Parmo voksede op i Ryesgade, København. Som 17-årig i 1960 kom han i lære i Privatbanken og blev udlært bankassistent i 1963. Arbejdet i en bank blev dog aldrig hans store interesse, og efter aftjent militærtjeneste begyndte han hos WA-Reklame A/S. I første omgang som medieassistent, for det var det job, der var, men efter 1½ år blev han tekstforfatter. Han arbejdede siden på reklamebureauerne Foote, Cone & Belding og Bergenholz & Arnesen. Hos sidstnævnte nåede han at blive kreativ direktør, inden han i 1978 åbnede eget bureau sammen med Keld Ipsen – Ipsen & Parmo a/s.
Flemming Parmo var stor tilhænger af brugen af humor i reklamer, og han og bureauet prægede danske annoncer op gennem 1970'erne og 1980'erne.
Blandt andet stod Parmo bag flere markante kampagner for Faxe Bryggeri. Heriblandt en reklame, hvor den lave, buttede Faxe Fad-flaske pressede sig ind mellem en Grøn Tuborg og Hof med replikken 
"Undskyld, hvis jeg skubber lidt til jer". Angiveligt var denne reklame én af årsagerne til forbuddet mod sammenlignende reklame i Danmark.

### Danmarks første tv-reklame
I 1987 stod Flemming Parmo bag den første tv-reklame vist på dansk tv. Det var TV Syd (den første TV 2-region), der viste Danmarks første tv-reklameblok. Merrild Kaffe ønskede at være den første danske tv-reklame og var heldige at blive det, 1. oktober 1987 kl. 19. Reklamefilmen, hvor et dansk postbud skal meget igennem, inden han kan nyde sin kaffe – under sloganet "Merrild sætter smag på hele din dag", vandt blandt andet guld ved den europæiske Epica-konkurrence.
Flemming Parmo forlod Ipsen & Parmo i 2002, der blev til Ipsen & Partners, som lukkede efter konkurs i oktober 2010. Mens Flemming Parmo startede nyt firma, "Fornuft og Følelse".